# 홍길주
홍길주 (洪吉周, 1786년~1841년, 정조 10~헌종 7)는 19세기 전반에 활동한 조선의 학자이다. 자는 헌중(憲仲), 호는 항해(沆瀣). 본관은 풍산(豊山)이다. 아버지는 홍인모(洪仁謨), 어머니는 영수합 서씨(令壽閤 徐氏)였으며, 형은 대제학을 지낸 연천(淵泉) 홍석주(洪奭周), 아우는 정조의 사위 홍현주(洪顯周), 누이는 홍원주(洪原周)였다.

## 생애
16세에 초시에 합격하고 22세에 생원ㆍ진사에 동시 합격하였으나 벼슬의 뜻을 버리고 글쓰기에 몰입하였다. 당대 최신 서적을 쉽게 접할 수 있는 가문의 학술적 분위기와 독서 문화 속에서 다양한 분야의 많은 책을 읽고 집안 사람들과 학문적 교류를 하였다. 이를 바탕으로 학문의 기초를 단단히 이루고 넓은 시야를 지닐 수 있었다. 틀에 얽매이지 않는 독특한 시각과 뛰어난 문장력으로 「현수갑고(峴首甲藁)」, 「표롱을첨(縹礱乙籤)」, 「항해병함(沆瀣丙函)」, 「숙수념(孰遂念)」, 「수여방필(睡餘放筆)」, 「수여연필(睡餘演筆)」, 「수여난필(睡餘瀾筆)」 등의 저작을 남겼다.